# Марио Митај
Марио Митај (Атина, 6. август 2003) је албански фудбалер који игра на позицији одбрамбеног играча. Каријеру је започео у АЕКУ из Атине, а игра и за репрезентацију Албаније.

## Каријера

### Клупска каријера
Дана 12. августа 2020. Митај је потписао свој први професионални уговор са грчким клубом АЕК из Атине и одмах почео да тренира са првим тимом. Први лигашки наступ имао је 18. октобра 2020. године у утакмици против ПАОК-а, чиме је постао најмлађи страни играч у историји клуба који је наступио на неком такмичењу, са 17 година, 2 месеца и 13 дана.
Дана 2. фебруара 2021. потписао је нови уговор, а од 27. августа 2022. играч је ФК Локомотива Москва. Са Локомотивом из Москве потписао је петогодиишњи уговор. Цена трансфера је била 3 милиона евра, а АЕК је задржао и проценат за следећи Митајев трансфер.

### Репрезентација
Пошто је већи део живота провео у Неа Јонији, Митај је имао право да представља репрезентације Албаније и Грчке на међународним нивоима. Након што је наступио у свим младим албанским репрезентацијама, имао је свој први наступ за сениорски тим Албаније 31. марта 2021. године, у победи од 2:0 над Сан Марином у квалификацијама за квалификацијама за Светско првенство у фудбалу 2022, чиме је постао везан за Албанију у том процесу. Овим наступом постао је други најмлађи интернационални играч Албаније са 17 година и 237 дана.

## Статистика каријере

### Клуб
Ажурирано 25. маја 2024.
| Клуб              | Сезона          | Лига                 | Лига | Лига | Национални куп | Национални куп | Европа | Европа | Остало | Остало | Укупно | Укупно |
| Клуб              | Сезона          | Division             | Ута  | Гол  | Ута            | Гол            | Ута    | Гол    | Ута    | Гол    | Ута    | Гол    |
| ----------------- | --------------- | -------------------- | ---- | ---- | -------------- | -------------- | ------ | ------ | ------ | ------ | ------ | ------ |
| АЕК Атина         | 2020–21         | Суперлига Грчке      | 10   | 0    | 2              | 0              | 1      | 0      | 0      | 0      | 13     | 0      |
| АЕК Атина         | 2021–22         | Суперлига Грчке      | 1    | 0    | 0              | 0              | 2      |        |        |        |        |        |
| АЕК Атина         | Укупно          | Укупно               | 11   | 0    | 2              | 0              | 3      | 0      | 0      | 0      | 16     | 0      |
| АЕК Атина Б       | 2021–22         | Суперлига Грчке 2    | 20   | 0    | –              | –              | –      | –      | –      | –      | 20     | 0      |
| Локомотива Москва | 2022–23         | Премијер лига Русије | 14   | 0    | 4              | 0              | –      | –      | –      | –      | 18     | 0      |
| Локомотива Москва | 2023–24         | Премијер лига Русије | 21   | 0    | 6              | 0              | –      | –      | –      | –      | 27     | 0      |
| Локомотива Москва | Укупно          | Укупно               | 35   | 0    | 10             | 0              | –      | –      | –      | –      | 45     | 0      |
| Каријера укупно   | Каријера укупно | Каријера укупно      | 66   | 0    | 12             | 0              | 3      | 0      | 0      | 0      | 81     | 0      |

### Репрезентација
Ажурирано 17. новембра 2023.
| Национални тим | Године | Утакмице | Голови |
| -------------- | ------ | -------- | ------ |
| Албанија       | 2021   | 1        | 0      |
| Албанија       | 2022   | 1        | 0      |
| Албанија       | 2023   | 7        | 0      |
| Укупно         | Укупно | 9        | 0      |